# Shaun Sipos
Shaun Sipos (Victoria, 30 ottobre 1981) è un attore canadese.

## Biografia
Shaun Sipos è un attore canadese meglio noto per il ruolo di Jack, un popolare diciassettenne che aspirava ad entrare in una band, da lui ricoperto nella sitcom Selvaggi.
In televisione Shaun è inoltre apparso nelle serie Smallville, CSI Miami, E.R. - Medici in prima linea, Life Unexpected e Special Unit 2 mentre al cinema è apparso, tra l'altro, nei film Final Destination 2 e The Grudge 2. Shaun è entrato, ad agosto 2009, nel cast della serie Melrose Place ricoprendo il ruolo di David Breck, uno dei protagonisti della serie.
Nel 2013 prende ruolo nel film Texas Chainsaw 3D, come un giovane sbandato. Dal 2018 al 2019, prende parte alla serie TV Krypton, nel ruolo di Adam Strange.
Ha una relazione con Lindsey Morgan. Alla fine del 2020 ha annunciato su Instagram il loro fidanzamento ufficiale.

## Filmografia

### Cinema
- Final Destination 2, regia di David R. Ellis (2003)
- The Skulls III, regia di J. Miles Dale (2004)
- Superbabies: Baby Geniuses 2, regia di Bob Clark (2004)
- Rivincita per due (Comeback Season), regia di Bruce McCulloch (2006)
- The Grudge 2, regia di Takashi Shimizu (2006)
- Lost Boys: The Tribe, regia di P. J. Pesce (2008)
- Stoic, regia di Uwe Boll (2009)
- Lost Dream, regia di Asif Ahmed (2009)
- Rampage, regia di Uwe Boll (2009)
- Happy in the Valley, regia di Lee Madsen (2009)
- Hick, regia di Derick Martini (2011)
- Enter Nowhere, regia di Jack Heller (2011)
- Non aprite quella porta 3D (Texas Chainsaw 3D), regia di John Luessenhop (2013)
- Heart of the Country, regia di John Ward (2013)
- The Remaining - Il giorno è giunto (The Remaining), regia di Casey LaScala (2014)

### Televisione
- Special Unit 2 - serie TV, episodio 2x09 (2001)
- Maybe It's Me - serie TV, 9 episodi (2001)
- Smallville - serie TV, episodio 2x14 (2003)
- Black Sash - serie TV, episodi 1x03-1x05 (2003)
- Selvaggi (Complete Savages) - serie TV, 19 episodi (2004-2005)
- CSI: Miami - serie TV, episodio 4x09 (2005)
- E.R. - Medici in prima linea (ER) - serie TV, episodio 13x16 (2007)
- Shark - Giustizia a tutti i costi (Shark) - serie TV, 7 episodi (2007)
- Southland - serie TV, episodio 1x01 (2009)
- Melrose Place - serie TV, 18 episodi (2009-2010)
- CSI - Scena del crimine (CSI - Crime Scene Investigation) - serie TV, episodio 10x20 (2010)
- Life Unexpected - serie TV, 12 episodi (2010-2011)
- Non toccate mia figlia (A Mother's Rage), regia di Oren Kaplan (2013) - film TV
- The Vampire Diaries - serie TV, 8 episodi (2013-2014)
- Cercasi Michael disperatamente (The Michaels), regia di Bradford May – film TV (2014)
- Dark Matter - serie TV, episodi 2x01-2x02 (2016)
- The Sandman, regia di Peter Sullivan – film TV (2017)
- Outer Range - serie TV, 8 episodi (2022)
- Reacher - serie TV, 8 episodi (2023)

## Doppiatori italiani
Nelle versioni in lingua italiana dei suoi lavori, Shaun Sipos è stato doppiato da:
- Gabriele Lopez in Final Destination 2, Selvaggi, Life unexpected, Krypton, Reacher
- Marco Vivio in Non aprite quella porta 3D, Non toccate mia figlia
- Andrea Mete in Melrose Place
- Felice Invernici in The Skulls III
- Simone Crisari in CSI Miami
- Daniele Raffaeli in Rampage
- Edoardo Stoppacciaro in The Vampire Diaries (ep.5x01-5x09)
- Raffaele Carpentieri in The Vampire Diaries (ep.5x10-5x16)
- Francesco Venditti in The Remaining – Il giorno è giunto
- David Chevalier in Major Crimes
- Riccardo Menni in Outer Range